# 紅海尾鯙
紅海尾鯙，輻鰭魚綱鰻鱺目鯙亞目鯙科的其中一種，分布於西印度洋的紅海海域，棲息深度可達18公尺，體長可達17.8公分，為底棲性魚類，屬肉食性，生活習性不明。

## 擴展閱讀
維基物種上的相關：紅海尾鯙